# Canottaggio ai Giochi della XVII Olimpiade - Due con maschile
La competizione del due con maschile dei Giochi della XVIII Olimpiade si è svolta dal 31 agosto al 3 settembre 1960 al bacino del Lago Albano a Castel Gandolfo.

## Programma
| Data              | Round      | Note                                           |
| ----------------- | ---------- | ---------------------------------------------- |
| 31 agosto 1960    | 3 Batterie | I vincitori in finale. I restanti ai recuperi. |
| 1º settembre 1960 | 3 Recuperi | I vincitori in finale.                         |
| 3 settembre 1960  | Finale     |                                                |

## Risultati

### Batterie
| Pos. | Nazione          | Atleti                                                          | Tempo   |
| ---- | ---------------- | --------------------------------------------------------------- | ------- |
| 1    | Unione Sovietica | Antanas Bagdonavičius, Zigmas Jukna Tim. Igor Rudakov           | 7'31"70 |
| 2    | Stati Uniti      | Richard Draeger, Conn Findlay Tim. Kent Mitchell                | 7'39"50 |
| 3    | Cecoslovacchia   | Václav Chalupa, Miroslav Strejček Tim. František Staněk         | 7'47"60 |
| 4    | Jugoslavia       | Paško Škarica, Ante Vrčić Tim. Josip Bujas                      | 7'49"81 |
| 5    | Gran Bretagna    | Stewart Farquharson, Jeffrey Reeves Tim. Kenneth Lester         | 7'55"59 |
| 6    | Grecia           | Ioannis Khrysokhoou, Ioannis Simbonis Tim. Ioannis Theodorakeas | 7'59"42 |

| Pos. | Nazione     | Atleti                                                  | Tempo   |
| ---- | ----------- | ------------------------------------------------------- | ------- |
| 1    | Romania     | Ştefan Kurecska, Gheorghe Riffelt Tim. Mircea Roger     | 7'43"38 |
| 2    | Paesi Bassi | Maarten van Dis, Arnold Wientjes Tim. Jan-Just Bos      | 7'48"01 |
| 3    | Svezia      | Gösta Eriksson, Lennart Hansson Tim. Owe Lostad         | 7'56"06 |
| 4    | Argentina   | Osvaldo Cavagnaro, Mario Maire Tim. Jorge Somlay        | 8'02"36 |
| 5    | Spagna      | Joaquín del Real, José Sahuquillo Tim. Enrique Castelló | 8'06"44 |
| -    | Ungheria    | Pál Wágner, László Munteán Tim. Gyula Lengyel           | DQ      |

| Pos. | Nazione   | Atleti                                                     | Tempo   |
| ---- | --------- | ---------------------------------------------------------- | ------- |
| 1    | Germania  | Bernhard Knubel, Heinz Renneberg Tim. Klaus Zerta          | 7'31"64 |
| 2    | Danimarca | Jens Berendt Jensen, Knud Nielsen Tim. Sven Lysholt Hansen | 7'36"04 |
| 3    | Uruguay   | Luis Aguiar, Gustavo Pérez Tim. Raúl Torrieri              | 7'38"17 |
| 4    | Australia | Paul Guest, Walter Howell Tim. Ian Johnston                | 7'49"06 |
| 5    | Italia    | Giancarlo Piretta, Renzo Ostino Tim. Vincenzo Bruno        | 8'09"20 |
| 6    | Belgio    | Roland Bollenberg, Edgard Luca Tim. Étienne Pollet         | 8'14"40 |

### Recuperi
| Pos. | Nazione     | Atleti                                                  | Tempo   |
| ---- | ----------- | ------------------------------------------------------- | ------- |
| 1    | Stati Uniti | Richard Draeger, Conn Findlay Tim. Kent Mitchell        | 7'39"00 |
| 2    | Uruguay     | Luis Aguiar, Gustavo Pérez Tim. Raúl Torrieri           | 7'45"02 |
| 3    | Argentina   | Osvaldo Cavagnaro, Mario Maire Tim. Jorge Somlay        | 7'59"33 |
| 4    | Spagna      | Joaquín del Real, José Sahuquillo Tim. Enrique Castelló | 8'04"63 |
| 5    | Belgio      | Roland Bollenberg, Edgard Luca Tim. Étienne Pollet      | 8'18"29 |

| Pos. | Nazione        | Atleti                                                          | Tempo   |
| ---- | -------------- | --------------------------------------------------------------- | ------- |
| 1    | Italia         | Giancarlo Piretta, Renzo Ostino Tim. Vincenzo Bruno             | 7'39"52 |
| 2    | Cecoslovacchia | Václav Chalupa, Miroslav Strejček Tim. František Staněk         | 7'40"98 |
| 3    | Paesi Bassi    | Maarten van Dis, Arnold Wientjes Tim. Jan-Just Bos              | 7'42"15 |
| 4    | Australia      | Paul Guest, Walter Howell Tim. Ian Johnston                     | 7'47"82 |
| 5    | Grecia         | Ioannis Khrysokhoou, Ioannis Simbonis Tim. Ioannis Theodorakeas | 7'54"75 |

| Pos. | Nazione       | Atleti                                                     | Tempo   |
| ---- | ------------- | ---------------------------------------------------------- | ------- |
| 1    | Danimarca     | Jens Berendt Jensen, Knud Nielsen Tim. Sven Lysholt Hansen | 7'39"70 |
| 2    | Jugoslavia    | Paško Škarica, Ante Vrčić Tim. Josip Bujas                 | 7'48"05 |
| 3    | Gran Bretagna | Stewart Farquharson, Jeffrey Reeves Tim. Kenneth Lester    | 7'49"01 |
| 4    | Svezia        | Gösta Eriksson, Lennart Hansson Tim. Owe Lostad            | 7'50"77 |
| 5    | Ungheria      | Pál Wágner, László Munteán Tim. Gyula Lengyel              | 8'01"35 |

### Finale
| Pos.    | Nazione          | Atleti                                                     | Tempo   |
| ------- | ---------------- | ---------------------------------------------------------- | ------- |
| Oro     | Germania         | Bernhard Knubel, Heinz Renneberg Tim. Klaus Zerta          | 7'29"14 |
| Argento | Unione Sovietica | Antanas Bagdonavičius, Zigmas Jukna Tim. Igor Rudakov      | 7'30"17 |
| Bronzo  | Stati Uniti      | Richard Draeger, Conn Findlay Tim. Kent Mitchell           | 7'34"58 |
| 4       | Danimarca        | Jens Berendt Jensen, Knud Nielsen Tim. Sven Lysholt Hansen | 7'39"20 |
| 5       | Italia           | Giancarlo Piretta, Renzo Ostino Tim. Vincenzo Bruno        | 7'40"92 |
| 6       | Romania          | Ştefan Kurecska, Gheorghe Riffelt Tim. Mircea Roger        | 7'49"57 |